# Parathelypteris formosa
Parathelypteris formosa là một loài dương xỉ trong họ Thelypteridaceae. Loài này được Nakaike mô tả khoa học đầu tiên năm 2004.
Danh pháp khoa học của loài này chưa được làm sáng tỏ. 